# Pellaea calomelanos
Pellaea calomelanos is een zeldzame en sterk bedreigde rotsvaren uit de lintvarenfamilie (Pteridaceae), afkomstig uit Zuidoost-Afrika en Madagaskar, maar waarvan enkele relictpopulaties te vinden zijn in Catalonië (Spanje) en op de Azoren.

## Naamgeving enetymologie
- Synoniemen: Pteris calomelanos Sw. (1802), Pteris codinae Cadevall & Pau

De botanische naam Pellaea is afgeleid van het Oudgriekse πελλός (pellos), donker, naar de donkere, grijsgroene bladen. De soortaanduiding calomelanos is afkomstig van het Oudgriekse καλός (kalos), mooi en μέλας (melas), zwart of donker, naar de glanzend zwarte bladsteel.

## Kenmerken
Pellaea calomelanos is een varen met een korte, kruipende rizoom bezet met lineaire, tweekleurig zwart-bruine schubben, tot 30 cm lange bladen, met een rechte, glanzend zwarte bladsteel, korter dan de bladschijf zelf. De bladschijf is lancetvormig tot ovaal, dubbel geveerd, leerachtig, aan de bovenzijde grijsgroen en onbehaard. De bladslipjes zijn gesteeld, driehoekig, met een ronde of hartvormige basis, en drie tot vijf lobben.
De sporenhoopjes staan langs de rand van de blaadjes aan de uiteinden van de nerven en worden beschermd door de over de ganse lengte omgekrulde bladranden, zogenaamde pseudo-indusia, die smal en membraneus zijn.

## Habitaten verspreiding
Pellaea calomelanos is een lithofytische varen die een voorkeur heeft voor warme en zonnige rotsspleten in silicaatgesteente (graniet, leisteen of conglomeraat), dikwijls tussen struikgewas en open plEkken in kurkeikbosjes.
Hij komt voor in oostelijk en zuidelijk Afrika (Angola, Botswana, Congo, Ethiopië, Kenia, Malawi, Mozambique, Namibië, Somalië, Zuid-Afrika, Soedan, Tanzania, Oeganda, Zambia en Zimbabwe), Madagaskar, de Comoren en de Mascarenen. Solitaire populaties zijn te vinden in noordelijk India, Spanje (Catalonië), en op de Azoren.

## Bedreigingen en bescherming
In Catalonië resten nog twee of drie relictpopulaties van iets meer dan 400 planten bij het plaatsje Sant Llorenç de la Muga in de buurt van Girona. Hun IUCN-status is 'Kritiek'. Deze populaties worden voornamelijk bedreigd door het nauwe habitatspectrum in combinatie met natuurlijke concurrentie, brand en droogte, het uitgraven door verzamelaars en veranderend landgebruik.
Er zijn momenteel geen maatregelen voorzien voor hun bescherming, maar het betreffende gebied zou kunnen opgenomen worden in een nog op te richten natuurreservaat.
... · P. atropurpurea · P. calomelanos · P. glabella · P. viridis · ...